# Villarrobledo
Villarrobledo er en by og kommune i det sydøstlige Spanien i provinsen Albacete. Den har et indbyggertal på 25.262 (2024) indbyggere.